# Bitwa o South Mountain

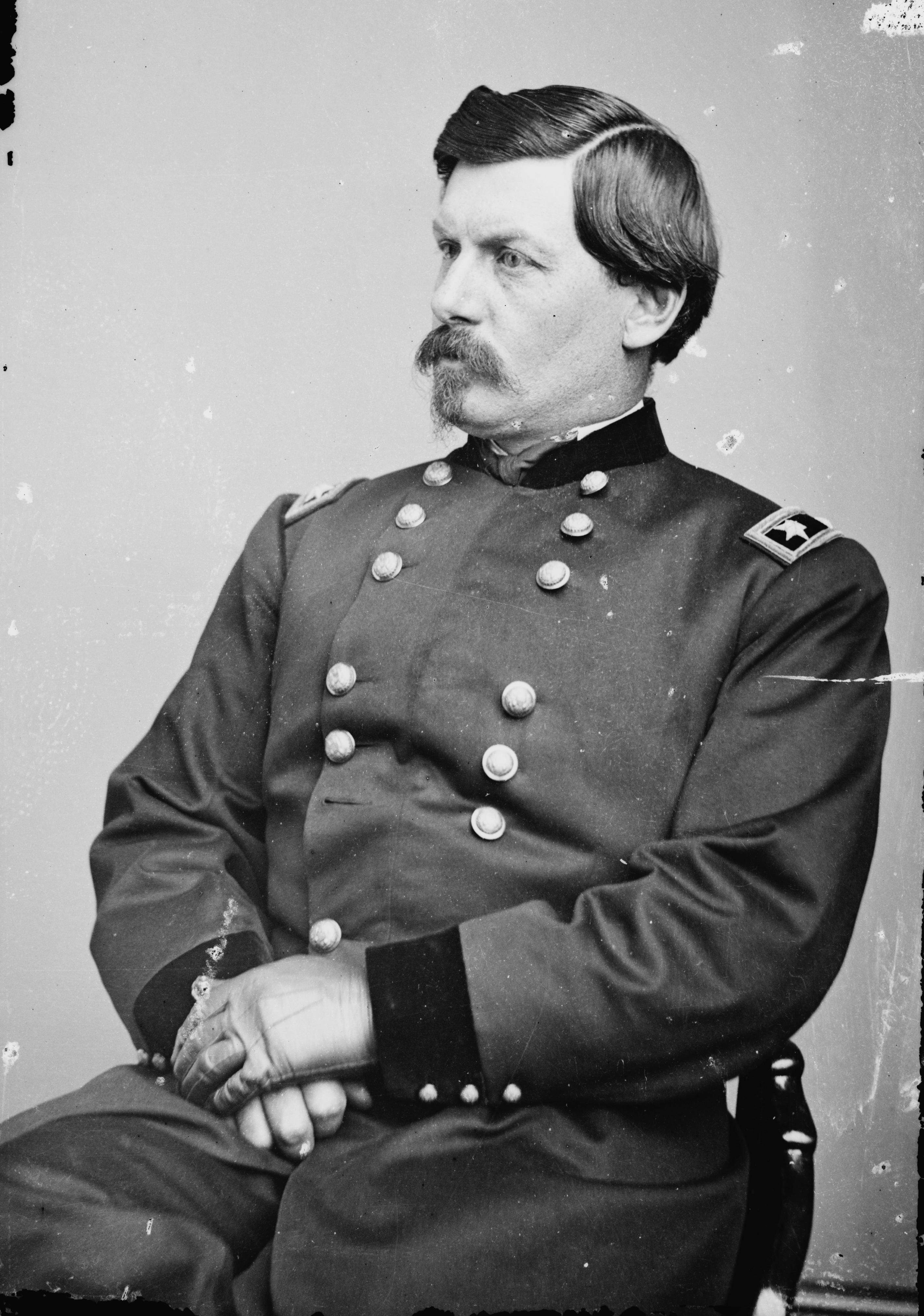
Generał Unii George McClellan

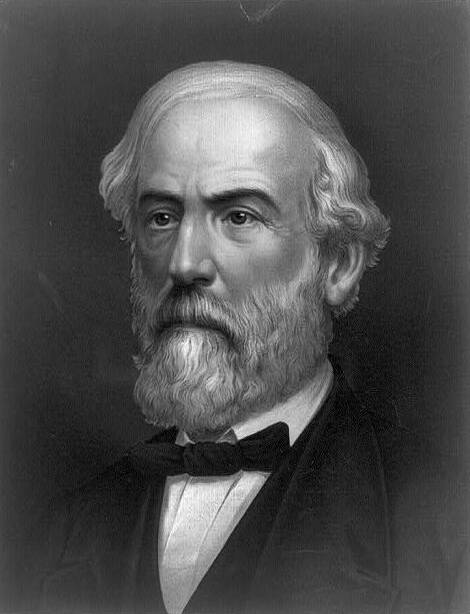
Generał Konfederacji Robert E. Lee

Bitwa o South Mountain (określana też niekiedy jako bitwa o przełęcz Boonsboro) – starcie zbrojne, które miało miejsce 14 września 1862 roku podczas wojny secesyjnej na przełęczach pasma South Mountain w pobliżu miejscowości Boonsboro w stanie Maryland. Walcząca po stronie Skonfederowanych Stanów Ameryki i dowodzona przez generała Roberta E. Lee Armia Północnej Wirginii została zmuszona do wycofania się przez unijną Armię Potomaku dowodzoną przez generała George'a B. McClellana.
Znaczenie bitwy o South Mountain jest często przyćmione krwawą bitwą nad Antietam, która miała miejsce trzy dni później i gdzie zginęło 23 tysiące żołnierzy. Mimo to, bitwa o South Mountain odegrała kluczową rolę w ustaleniu wyniku nieudanej inwazji generała Roberta Lee na północ we wrześniu 1862 roku. Kampania Armii Północnej Wirginii w Maryland została powstrzymana nie pod Antietam, ale właśnie na przełęczach w masywie gór South Mountain.

## Tło wydarzeń
Po zwycięstwie w drugiej bitwie pod Manassas w sierpniu 1862 roku generał Robert Lee postanowił przenieść front wojny na północ, gdzie miał nadzieję zdobyć zaopatrzenie i żywność dla swojej armii, a także wykorzystać malejące poparcie dla wojny w tym regionie. Lee wierzył, że dłuższa kampania na północy może zmusić Anglię i Francję do uznania Skonfederowanych Stanów Ameryki za niezależne państwo i skłonić Unię do zawarcia traktatu pokojowego.
Armia generała Lee przekroczyła rzekę Potomak 4 września 1862 roku i skierowała się na północ. Ostatecznie rozlokowała się w okolicy miasta Frederick, gdzie Lee przygotował i wydał Rozkaz specjalny 191, szczegółowo opisujący plan podziału armii na pięć części. Trzy oddziały, dowodzone przez generałów Thomasa "Stonewalla" Jacksona, Johna G. Walkera i Lafayette McLawsa miały udać się w kierunku Harpers Ferry w Wirginii Zachodniej, gdzie kilka dni później otoczyły i zdobyły garnizon Unii w bitwie o Harpers Ferry. Czwarta część pod wodzą generała Jamesa Longstreeta miała wyruszyć w kierunku Boonsboro, a następnie Hagerstown. Wreszcie piąta, pod dowództwem generała Daniela Harvey Hilla, miała osłaniać tyły armii oraz strzec przełęczy w paśmie South Mountain.
Gdy plan wszedł w życie armia Potomaku dowodzona przez generała George'a B. McClellana wkroczyła na tereny wokół Frederick opuszczone przez konfederatów. Szczęśliwym zbiegiem okoliczności jeden z żołnierzy Unii znalazł w polu paczkę cygar owiniętą w kopię rozkazu specjalnego 191 wydanego przez generała Lee. To odkrycie pozwoliłoby McClellanowi zaatakować Lee, gdy jego siły były wciąż podzielone. Jednak McClellan zmarnował 18 godzin.

## Przebieg bitwy
Bitwa o South Mountain rozpoczęła się 14 września 1862 roku, gdy konfederaci otworzyli ogień na zbliżające się oddziały Unii w pobliżu przełęczy Foxa i Turnera. Walka w tych regionach trwała przez cały dzień. Wieczorem generał Lee świadomy, że skrzydła konfederatów są osłabione i że grozi mu otoczenie przez oddziały wroga nakazał swoim siłom wycofać się pod osłoną nocy. W czasie walk w pobliżu przełęczy Foxa zostali śmiertelnie ranni między innymi generał Unii Jesse L. Reno oraz generał konfederatów Samuel Garland. W bitwie uczestniczyli również dwaj przyszli prezydenci Stanów Zjednoczonych: Rutherford Hayes i William McKinley.
Tymczasem bardziej na południe generał William B. Franklin dowodzący oddziałem Unii nadciągnął z pobliskiej miejscowości Jefferson do przełęczy Cramptona. Mimo że jego oddział miał liczebną przewagę nad wojskami Konfederacji w stosunku 10:1, Franklin długo rozważał sytuację taktyczną i zaatakował dopiero około południa.
Zaatakowani konfederaci zaczęli wycofywać się przez przełęcz, jednak wkrótce nadciągnęła im z pomocą brygada dowodzona przez generała Howella Cobba. Jednak liczące 1300 żołnierzy odwody konfederatów były niewystarczające i mimo bohaterskiego oporu zostały rozgromione w ciągu kilkunastu minut. 
Gdy przełęcz Cramptona została zdobyta, Franklin nakazał swoim oddziałom rozbić obóz na noc. Gdyby jego atak rozpoczął się wcześniej, mógłby on podążyć za wycofującymi się oddziałami konfederatów, rozdzielając od siebie podzielone i zdezorganizowane części armii generała Lee i pozwalając McClellanowi zaatakować każdą z nich osobno. Armia McClellana miałaby zdecydowaną przewagę i jej zdecydowane zwycięstwo mogłoby doprowadzić do zakończenia wojny. Atak ten nie został jednak ponowiony, a konfederaci dzień później zdobyli garnizon federalny w Harpers Ferry, biorąc do niewoli ponad 12 tysięcy żołnierzy Unii.

## Po bitwie
Gdy armia federalna zdobyła przełęcz i zajęła pozycje po tej samej stronie góry co konfederaci, Lee uświadomił sobie, że jego kampania musi się zakończyć. Nakazał swoim generałom wycofanie się w kierunku Sharpsburga i zajęcie tam pozycji obronnych w przypadku gdyby wojska Unii kontynuowały natarcie. Następnie planował wycofać się do Wirginii.
Jednak po przekroczeniu strumienia Antietam Lee dowiedział się o sukcesie swoich oddziałów w Harpers Ferry i zmienił zdanie. Zdecydował się przeorganizować swoje oddziały i stawić czoła McClellanowi. W ten sposób 17 września 1862 roku doszło do krwawej bitwy nad Antietam.
Bitwa o South Mountain była ważna z kilku powodów. Pozbawiła ona konfederatów (choćby tymczasowo) nadziei na udaną kampanię na północy. Mimo że konfederaci uniknęli natychmiastowego rozgromienia, zostali zmuszeni do obrony swoich pozycji nad Antietam Creek, co drogo ich kosztowało i zmusiło do odwrotu do Wirginii.
Z kolei dla wojsk Unii bitwa o South Mountain była kolejną zmarnowaną szansą. Gdyby generałowie Unii mieli więcej determinacji i koordynacji, mogli pod South Mountain zdecydowanie rozgromić armię konfederatów i być może doprowadzić do wcześniejszego zakończenia wojny secesyjnej.
Tereny, na których rozgrywała się bitwa o South Mountain zostały objęte są ochroną jako park stanowy South Mountain.